# Astérix: Le secret de la potion magique
Astérix: Le secret de la potion magique (Astérix: O Segredo da Poção Mágica (título em Portugal) ou Asterix e o Segredo da Poção Mágica (título no Brasil)) é um filme francês de comédia familiar de animação de 2018, codirigido por Alexandre Astier e Louis Clichy. O roteiro por Astier é baseado nos personagens de quadrinhos do Asterix criados por Goscinny e Uderzo.
O filme foi lançado na França em 5 de dezembro de 2018. Icon Film Distribution lançou a dublagem em inglês do filme na Austrália em 30 de maio de 2019.

## Enredo
Nesta aventura, Asterix e Obelix embarcam em uma missão através da Gália à procura de um jovem druida digno de aprender o segredo da poção mágica, depois que o idoso druida Panoramix quebra sua perna quando cai de uma árvore enquanto pega um visco. Uma vez que Asterix e Obelix começam sua missão, todas as quebras do inferno perdem em casa quando os romanos - liderados pelo ridículo Tomcrus - começam a atacar. Enquanto isso, um bruxo malvado chamado Sulfurix faz tudo o que pode para roubar a receita secreta da poção, que, para os amantes da culinária francesa, parece conter cenouras, sal, peixe, mel, hidromel e visgo fresco que só podem ser colhidos com uma foice de ouro.

## Elenco
- Christian Clavier[8] como Asterix
- Bernard Alane como Panoramix (Getafix)
- Daniel Mesguich como Sulfurix
- Alex Lutz como Teleferix
- Alexandre Astier[8] como Oursenplus (Somniferus)
- Elie Semoun[8] como Cubitus (Marcus Ubiquitus)
- Gérard Hernandez como Atmospherix
- Guillaume Briat[9] como Obelix
- Lionnel Astier[8] como Cétautomatix (Fulliautomatix)
- François Morel[8] como Ordralfabétix (Unhygienix)
- Florence Foresti[8] como Bonemine (Impedimenta)
- Arnaud Léonard[10] como Assurancetourix (Cacofonix)
- Lévanah Solomon como Pectine

## Recepção
O filme foi lançado em 5 de dezembro de 2018, levando mais de US$2 milhões em receita na abertura da quarta-feira e perto de US$7 milhões durante a noite de domingo.